# Plutone (geologia)
I plutoni sono corpi rocciosi di dimensioni e forma estremamente varie, costituiti da rocce ignee intrusive derivanti dal consolidamento di un magma all'interno della crosta terrestre.

## Descrizione
Il consolidamento del magma che va a formare il plutone può avvenire nel luogo stesso dove il magma si è formato (plutoni magmatici) oppure a profondità minore, per effetto della risalita del magma (plutoni diapirici). Quando il consolidamento avviene in prossimità della superficie o all'interno di fessure più o meno allargate dalla pressione del magma, si preferisce usare i termini plutoni iniettati o corpi magmatici subvulcanici (o ipoabissali).
Per molto tempo i geologi ritennero che questi corpi intrusivi si estendessero indefinitamente verso il basso verso il mantello terrestre, con pareti verticali o molto inclinate e una forma a cupola. Per questo venivano chiamati plutoni soggiacenti, nel senso che sottostavano a tutte le altre rocce. Nel ventunesimo secolo sappiamo che la loro forma si chiude più o meno rapidamente verso il basso e dipende dalla profondità di messa in posto e dai rapporti temporali con le deformazioni tettoniche che le rocce crostali hanno subito a scala regionale durante la formazione dei rilievi. 

### Caratteristiche dei plutoni in base alla profondità e ai rapporti con le rocce incassanti

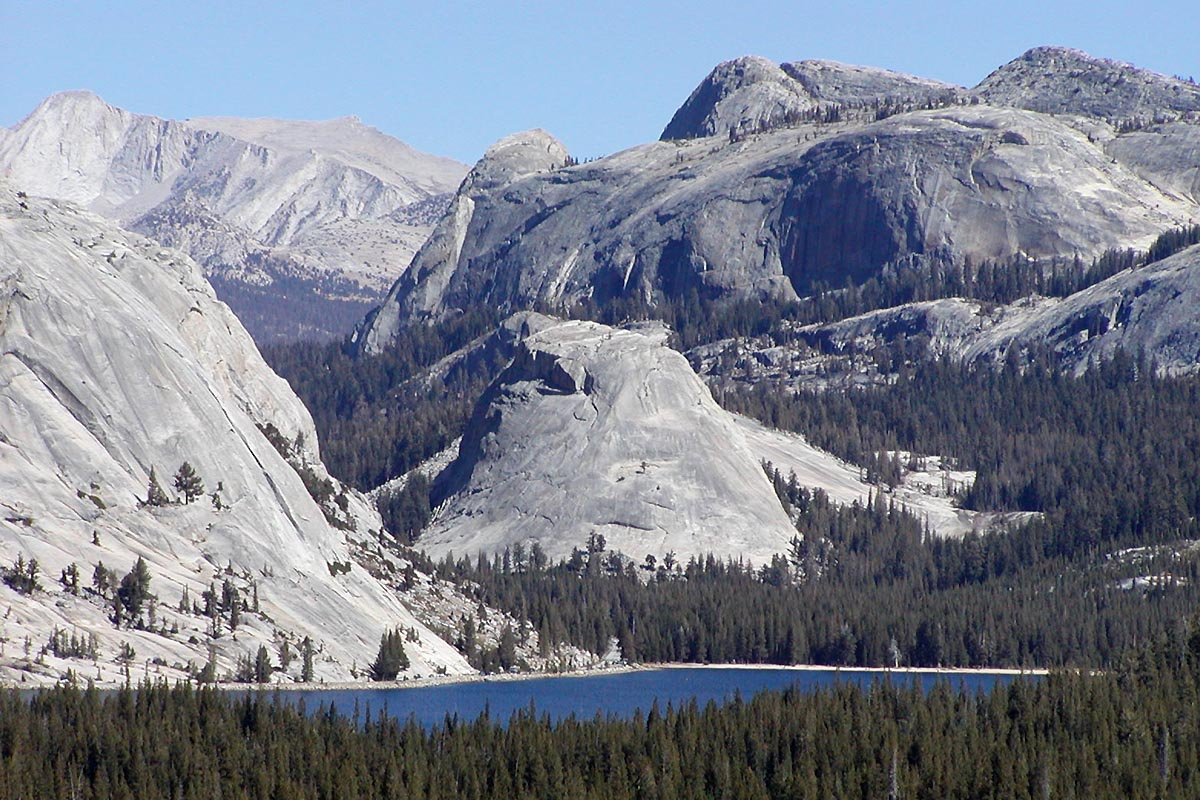
Affioramenti di duomi granitici, a seguito dell'erosione, dal batolite sottostante l'area dello Yosemite.

I plutoni che si fermano a profondità comprese tra circa 30 e 10 km (plutoni catazonali) sono precedenti o contemporanei alla deformazione e al metamorfismo regionale delle rocce che li inglobano e dalla cui fusione essi si originano; la massa fusa ha permeato diffusamente le rocce metamorfiche incassanti (di medio e alto grado) dando origine, ai bordi del plutone, ad una roccia ibrida, la migmatite, metà metamorfica e metà ignea; il contatto tra corpo intrusivo e rocce incassanti è perciò sfumato e molto irregolare, concordante spesso con la foliazione metamorfica, che interessa anche il plutone, se questo si è raffreddato prima della deformazione delle rocce incassanti. 
Più superficialmente (tra circa 15 e 5 km di profondità: plutoni mesozonali), dove il meccanismo di risalita prevalente è la compressione plastica laterale delle rocce sotto la spinta del magma, la cristallizzazione è contemporanea o posteriore alla deformazione regionale delle rocce incassanti (metamorfiti di basso grado), i contatti del plutone con esse sono da sfumati a netti e si forma una sottile aureola metamorfica di contatto. A queste profondità si forma la maggior parte dei batoliti, corpi magmatici di dimensioni colossali, estesi orizzontalmente da centinaia a molte migliaia di km2. Essi sono il risultato di numerose intrusioni successive, fianco a fianco, di più piccoli plutoni, succedutesi nell'arco di milioni di anni. Spesso i batoliti occupano il nucleo, esposto dall'erosione, delle catene montuose, come le Ande e le Montagne Rocciose nelle due Americhe. 
A profondità inferiori a circa 5 km (plutoni epizonali), dove come meccanismo di risalita prevale lo stoping (erosione termica delle rocce al tetto del plutone), la cristallizzazione è sempre successiva alla deformazione regionale delle rocce incassanti (prevalentemente sedimentarie); qui il contatto, netto, tronca le strutture (stratificazione o foliazione metamorfica) di queste e l'aureola di contatto è molto più estesa (fino a 2 km). Spesso in questa zona i plutoni sono di piccole dimensioni e prendono il nome di stock o ammassi. La loro forma è estremamente variabile — colonnare, lenticolare, a fungo ecc. — in funzione della situazione geologica che incontra il magma. Stock o ammassi possono rappresentare espansioni superficiali di grosse masse plutoniche più profonde.

## I plutoni in Italia
L'Italia è ricca di plutoni delle varie tipologie soprascritte; il più esteso è il batolite sardo-corso, prevalentemente granitico. Esso affiora, a seguito della profonda erosione di un'antica catena montuosa che lo ricopriva, per circa 400 km in direzione N-S e per circa 100 in direzione E-O. 
Nelle Alpi il più grande batolite è rappresentato dal Gruppo dell'Adamello, al confine tra Lombardia e Trentino, formato da tonalite e granodiorite. Esempi di stock superficiali sono invece le piccole intrusioni della Valle del Cervo (sieniti-monzoniti) e di Traversella (dioriti), in Piemonte. Molti tra i più alti massicci rocciosi delle Alpi, come ad esempio l'Argentera, il Monte Bianco, il Gran Paradiso, sono antichi plutoni che il successivo metamorfismo regionale alpino ha trasformato più o meno profondamente in rocce metamorfiche (metagranitoidi e ortogneiss). Importante plutone dal punto di vista commerciale, per l'estrazione di granito, è il Mottarone, in cui sono onnipresenti cave da cui si estrae il noto ed apprezzato granito rosa di Baveno.